# Geografia del Libano

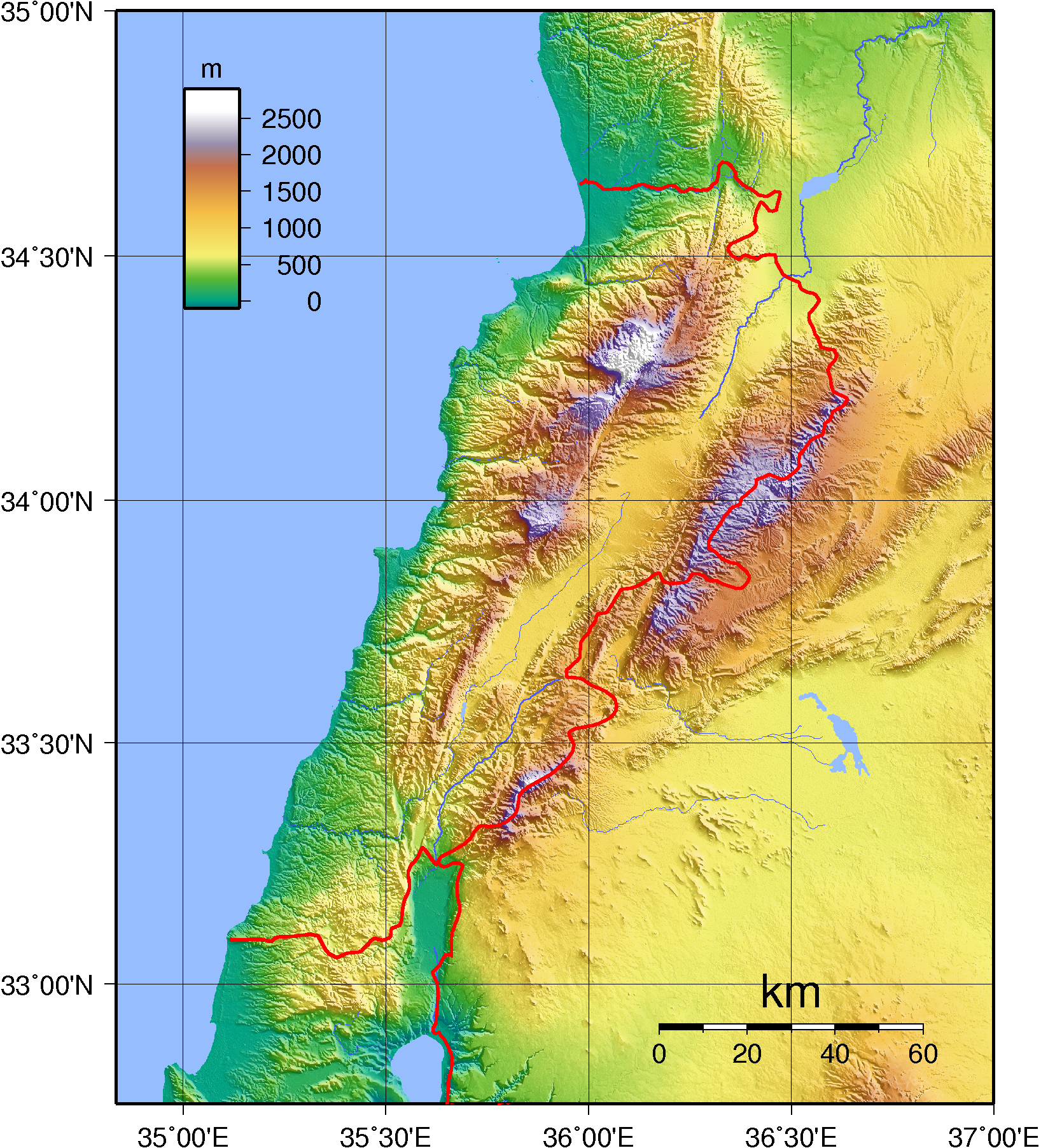
Mappa fisica del Libano.

Il Libano occupa la parte più montuosa di tutta la regione siro-palestinese. Il nome stesso di Libano deriva  dall'omonima catena che, allungandosi parallelamente alla costa per 170 km con direzione nord/nord-est – sud/sud-ovest, ne costituisce la spina dorsale.
Il territorio ha forma approssimativamente rettangolare, con una lunghezza massima di circa 200 km e una larghezza variante fra i 30 e i 90. Esso risulta così con una superficie di 10.400 km², cioè poco più esteso delle Marche.
I suoi confini sono ben delimitati. Il Mar di Levante bagna a occidente il Paese per tutta la sua lunghezza, da Raʾs al-Nāqūra, a sud, fino alla foce del Nahr al-Kabīr meridionale, a nord; il confine settentrionale segue il corso di questo fiume, quello orientale scavalca le propaggini settentrionali del Libano e, attraversato la Beqāʿ (in arabo البقاع‎?, al-Biqāʿ), corre lungo la cresta della catena dell'Antilibano. Questo lungo tratto di confine lo separa dalla Siria. Dove Libano e Antilibano si avvicinano fin quasi a saldarsi con una soglia, ha inizio il confine con Israele, che scende verso sud per una trentina di chilometri, per poi dirigersi a ovest, con andamento quasi rettilineo, fino al mare.
Densamente popolato, favorito dal clima mediterraneo e dalla posizione geografica, aperto per antica tradizione agli influssi occidentali, il Libano è fra gli Stati più importanti del Vicino Oriente.

## Morfologia
L'osservazione della carta fisica del Libano permette di constatare con facilità la caratteristica principale della morfologia del Paese, cioè la montuosità; è soprattutto l'imponente catena del Libano, affiancata verso l'interno dalla catena dell'Antilibano, che conferisce al Paese questa fisionomia.
Il sistema orografico si è formato in epoca relativamente recente: grandi perturbazioni tettoniche, avvenute nel Miocene, produssero fratture e sollevamenti, i quali, portando in alto le potenti masse di sedimenti marini che coprivano lo zoccolo cristallino di base, crearono l'imponente rilievo costiero, cioè le due lunghe catene, quasi parallele, che sono chiamate Libano e Antilibano. Tali rilievi nel periodo geologico successivo, il Pliocene, vennero erosi e livellati; è in questo periodo che si verificarono nella regione nuovi sollevamenti e sprofondamenti, fra i quali il più notevole è quello della Beqāʿ, divenuto così una profonda fossa tettonica fra Libano e Antilibano. Contemporaneamente e in continuazione di questa si formarono, a nord, la depressione del Ghāb e, a sud, il solco del Giordano (Ghōr), la depressione del Mar Morto e il Wadi Araba.
L'esistenza di questi rilievi e della lunga fossa fanno sì che la regione, procedendo dal mare verso l'interno, si presenti suddivisa in alcune zone longitudinali con caratteri differenti per clima e per colture: la fascia costiera, la catena del Libano, la valle della Beqāʿ e l'Antilibano, di cui solo il versante occidentale è compreso entro i confini del Paese.
La fascia costiera, compresa fra il mare e la catena del Libano, si presenta rocciosa e articolata in promontori e isole là dove i contrafforti del Libano si spingono fino al mare, oppure sabbiosa in corrispondenza dei sedimenti quaternari costituenti oggi i brevi tratti di pianure alluvionali. È proprio in corrispondenza di questi sedimenti, lasciati da fiumi e torrenti a causa della diminuita pendenza del loro corso, che è stato favorito l'insediamento umano e sono sorti villaggi e città. Lungo il litorale mancano baie e golfi profondi, ma sono frequenti i promontori e non mancano buoni porti naturali. Dal confine settentrionale fino al promontorio di Beirut, la costa è rocciosa e inospitale, fatta eccezione per le limitate zone di pianura su cui sono sorte la città di Tripoli e i villaggi di Baṭrūn, di Jubayl e di Jūniye. La sporgenza più notevole di tutta la costa è il promontorio di Beirut, cui fa seguito un tratto di costa sabbiosa con depositi di dune rossastre. Più a sud, ancora le propaggini del Libano si spingono fino al mare, intercalate appena da due ampie pianure, quella di Ṣaidā (Sidone) e di Ṣūr (Tiro). La città di Tiro, importantissima nell'antichità, si trovava allora sopra una isoletta prospiciente la costa; oggi un istmo sabbioso la collega alla terraferma. A poco più di una ventina di chilometri a sud di Tiro vi è il confine con Israele, segnato dal roccioso e scosceso Raʾs al-Nāqūra.
Subito a ridosso della stretta fascia costiera si erge il Libano, che dal mare si innalza a gradini fino a superare in più punti i 2000 m, costituendo un enorme bastione che si allunga per 170 km fra il mare e la Beqāʿ. Nella parte settentrionale, iniziando dal corso del Nahr al-Kebīr, assume l'aspetto di una catena che si allarga fino a un massimo di 45 km e culmina nel Qurnet al-Sawdaʾ di 3083 m; in quella meridionale si assottiglia e diventa piuttosto un vasto altopiano, quasi rettilineo. Dovunque il rilievo è arrotondato e mancano cime prominenti: la roccia calcarea è incisa da gole profonde e da forre e vi prevale la morfologia carsica.
La mancanza di solchi vallivi ben definiti rende difficili le comunicazioni, tanto che i villaggi sorgono spesso isolati fra loro e la popolazione maronita, perseguitata nel VII secolo per ragioni religiose, ha trovato qui ottimo rifugio e luogo di insediamento sicuro. L'unico transito notevole è il colle del Libano (Dahr al-Baydar) di 1542 m di altitudine, per il quale passano infatti la strada e la linea ferroviaria Beirut-Damasco.
Il versante occidentale della catena scende dolcemente a terrazzi verso il mare e, dove affiorano terreni meno resistenti e meno permeabili del calcare, il suolo è fertile e vi sono diffuse le coltivazioni. La zona è ridente, densamente popolata ed era un tempo ricoperta di bellissime foreste di cedri, ora ridotte a piccole oasi boschive. Verso i 2000 m si stendono i pascoli, dominio di greggi di caprini e di ovini nella stagione estiva e lungamente ammantati di neve durante l'inverno.
Il versante orientale, invece, è ripido e scosceso e bruscamente si avvalla nella Beqāʿ, la «valle dei gelsi» degli Arabi, detta dagli Israeliti «terra di Canaan» e dai Greci «Koilēsyria». La Beqāʿ, che ha una larghezza variante fra gli 8 e i 14 km, si allunga per 120 km fra Libano e Antilibano, ed è percorsa a nord dall'Oronte (al-ʿAşī), e a sud dal Leonte (al-Lītānī); il fondo della fossa, elevato sui 900 m ma poco inclinato, è però ben drenato dai fiumi suddetti, che hanno il loro spartiacque a occidente di Baʿalbek a 1100 m di altitudine, e che da qui si dirigono l'uno verso nord e l'altro verso sud.
Il terreno è particolarmente adatto alle colture, specialmente nella Beqāʿ meridionale, dove le terre rosse che ricoprono i basalti e i calcari di base sono adibite alla coltivazione dei cereali, degli alberi da frutta, della vite e del cotone.
Il Beqaʿa è chiuso a oriente dalla catena dell'Antilibano, che è alto poco meno del Libano e, come quest'ultimo, a pendio dolce verso occidente e ripido verso oriente. Nella porzione meridionale esso culmina nel solitario Hermon (Jabal al-Shaykh), ampio rilievo calcareo di 2814 m, mentre nella porzione settentrionale digrada in alture terrazzate verso la steppa siriana. Meno favorito del Libano dalle piogge, l'Antilibano è quasi completamente privo di vegetazione e presenta le caratteristiche dei terreni carsici, essendo cosparso di doline ed assai scarsamente popolato.

## Clima
Il Libano, affacciato sul mare per tutta la sua lunghezza, gode di un clima mediterraneo, con inverni non rigidi ed estati fresche. L'escursione termica annua è appena di 14 °C a Beirut e in tutte le località costiere, con minime di 13 °C in gennaio e massime di 27 °C in agosto; così pure godono di clima temperato tutte le località del versante occidentale del Libano, sebbene la temperatura subisca notevoli modificazioni in relazione all'altitudine.
Le precipitazioni sono, lungo la costa, prevalentemente invernali e primaverili: a Beirut cadono 900 mm di pioggia all'anno e di questi almeno 750 nel periodo novembre-aprile. La quantità media di pioggia aumenta a mano a mano che si sale sui rilievi tanto che a Jezzīn si raggiungono i 1400 mm. Sulle cime più alte le precipitazioni aumentano e si superano i 2000 mm; d'inverno cade abbondante la neve.

## Idrografia
I fiumi del Libano presentano una caratteristica comune; si trovano cioè nello stadio di giovinezza nei riguardi del loro ciclo di erosione. Scorrono, infatti, in una zona di sollevamento recente e di altezza media notevole cosicché, dovendo scavarsi un passaggio in regioni a pendenza molto varia, sono ben lontani dall'aver raggiunto il profilo d'equilibrio.
Essi si possono raggruppare in due regioni distinte: i torrenti della regione costiera e i fiumi del solco mediano, cioè della Beqaa.
I torrenti costieri, che scendono dal versante occidentale della catena del Libano, hanno corso ripido e assai breve, dato che raggiungono il mare dopo pochi chilometri di percorso. Essi sono alimentati da sorgenti perenni in relazione alla costituzione del terreno, formato da calcari fessurati molto permeabili. L'acqua piovana s'infiltra nel calcare e penetra in profondità finché, incontrato uno strato impermeabile, scorre su di esso, venendo a giorno quando lo strato impermeabile affiora. Le acque fornite da queste sorgenti sono in grado di alimentare i torrenti anche durante tutta la stagione estiva, quando le piogge sono rarissime. In inverno il regime di questi corsi d'acqua è fortemente influenzato dalla caduta delle piogge e, cessate queste, all'inizio dell'estate, dalla fusione delle nevi, per cui le portate dei torrenti sono, nel corso dell'anno, assai varie.
I fiumi del solco mediano sono quelli che percorrono la Beqāʿ, cioè l'Oronte e il Leonte, il primo diretto verso nord, il secondo verso sud. La linea di spartiacque fra i loro bacini imbriferi si trova a 1100 m di altitudine, presso Baʿalbek, e non è invero molto pronunciata, dato che il fondo della Beqāʿ ha già un'altezza media di 900 m circa. In territorio libanese trovasi solo il tronco superiore dell'Oronte, tronco che termina nel lago di Homs. Già nel primo tratto la portata dell'Oronte è ragguardevole, raggiungendo i 12 m³ al secondo e, inoltre, è costante perché i calcari fessurati assorbono le acque di precipitazione e le restituiscono sotto forma di acque sorgive naturali.
Il Leonte ha una lunghezza di 140 km e un bacino di 2200 km², tutto compreso in territorio libanese. Percorre il Beqaʿa in direzione nord-sud e riceve l'apporto di numerose sorgenti. Giunto in prossimità del confine con Israele cambia bruscamente direzione volgendo a ovest, e sfocia nel Mediterraneo a El-Qasimiye, poco a nord di Ṣūr (Tiro).
I fiumi del solco mediano, contrariamente ai torrenti della regione costiera che scorrono paralleli fra loro e con corso indipendente, costituiscono una vera rete idrografica perché hanno funzione collettrice, raccogliendo le acque di tutti i torrenti che scendono dai versanti del Libano e dell'Antilibano alla Beqāʿ.

## Flora e fauna
In epoca antica e medioevale gran parte del Libano era ricoperta da foreste, e il legname che se ne ricavava - in particolare quello dei suoi famosi cedri - veniva esportato come materiale da costruzione e per la fabbricazione di navi. La vegetazione spontanea, tuttavia, è stata così fortemente danneggiata dal pascolo, dagli incendi e dalla deforestazione che solamente una piccola parte è riuscita a rigenerarsi. Quel che è rimasto è una vegetazione mediterranea selvatica di cespugli e alberi bassi, con prevalenza di querce, pini, cipressi, abeti, ginepri e carrubi.
In Libano sopravvivono pochi animali selvatici di grandi dimensioni, anche se occasionalmente sulle montagne vengono avvistati gli orsi. Tra gli animali più piccoli, si trovano cervi, gatti selvatici, ricci, scoiattoli, martore, ghiri e lepri. Numerosi uccelli migratori provenienti dall'Africa e dall'Europa visitano il Paese. Fenicotteri, pellicani, cormorani, anatre, aironi e beccaccini frequentano le paludi; aquile, poiane, nibbi, falchi e sparvieri abitano le montagne; e gufi, martin pescatori, cuculi e picchi sono comuni.
Sebbene la varia e numerosa biodiversità vegetale e animale del Libano abbia subito un pesante tributo durante la lunga guerra civile e i successivi conflitti del Paese, il periodo post-guerra civile è stato caratterizzato dall'aumento di gruppi e movimenti ambientalisti che hanno lavorato alla creazione di aree e parchi protetti nelle aree ecologicamente sensibili del Libano.